# 尚多朗
尚多朗（法語：Champdolent，法語發音：[ʃɑ̃dɔlɑ̃]）是法国滨海夏朗德省的一个市镇，位于该省中部，属于圣让当热利区。

## 地理
尚多朗（45°55'9"N, 0°48'5"W）面积12.02 平方千米，位于法国新阿基坦大区滨海夏朗德省，该省份为法国西部滨海省份，北起旺代省，西临大西洋，南至吉倫特省，东南接多爾多涅省，东北接德塞夫勒省接壤，东临夏朗德省。
与尚多朗接壤的市镇（或旧市镇、城区）包括：阿尔尚热、博尔、卡巴里奥、吕桑、皮迪拉克、大圣库唐、圣萨维尼安。

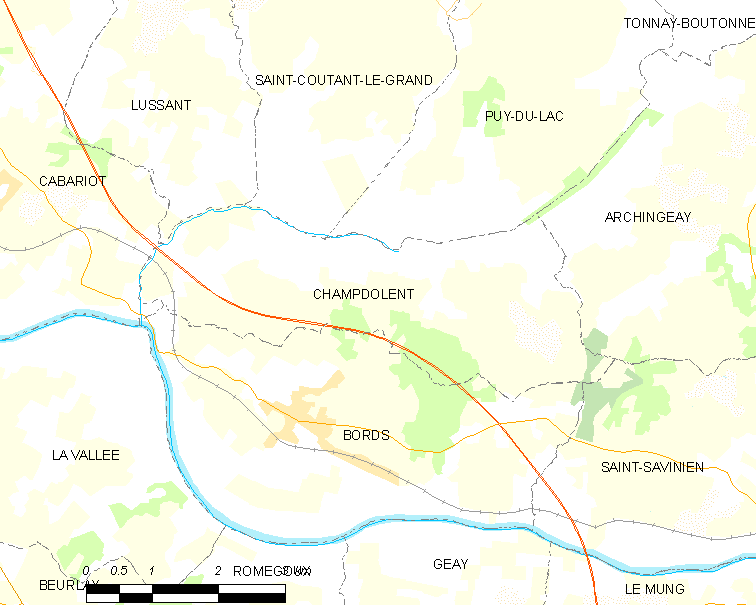
尚多朗的OSM定位图

尚多朗的时区为UTC+01:00、UTC+02:00（夏令时）。

## 行政
尚多朗的邮政编码为17430，INSEE市镇编码为17085。

## 政治
尚多朗所属的省级选区为圣让当热利县。

## 人口

1962-2008年间尚多朗人口变化图示

尚多朗于2022年1月1日时的人口数量为419人。